# Fabrizio Ruffo
Pour les articles homonymes, voir Fabrizio Dionigi Ruffo et Ruffo.
Fabrizio Ruffo, 2e prince de Castelcicala, 1er duc de Marzano (Naples, 1763 - Paris, 1832) est un diplomate et homme politique napolitain.

## Biographie

### Famille
Né à Naples du mariage de Paolo Ruffo, premier prince de Castelcicala, et de Dorotea Ligni, duchesse de Marzano, il épousa en mai 1780, Maria Giustina Pinto d'Ischitella, avec qui il eut six enfants : Vittoria, Dorotea (morte à Paris en 1859), Edoardo (mort à Paris en 1821), Paolo Ruffo di Bagnara, lieutenant du roi en Sicile lors de l'expédition des Mille, Pasquale (Naples, 1796-1797) et Carlo (Naples, 16 décembre 1798 - Castellammare di Stabia, 27 juillet 1875), qui fut ministre plénipotentiaire napolitain à Berlin et en Russie,.

### Carrière
Il étudia le droit mais s'engage dans une carrière diplomatique.
Il s'attacha au ministre napolitain Acton, qui l'envoya brièvement à Lisbonne en 1789, puis à Londres où il hérita, le 6 juillet 1790, de la fonction de ministre plénipotentiaire du royaume de Naples à la mort de l'ambassadeur Ferdinando Lucchesi Palli. 
A ce poste, il informait la couronne de l'attitude britannique vis-à-vis de la France révolutionnaire contre laquelle il se montra favorable à une alliance anglo-napolitaine. Refusant l'ordre d'Acton de se rendre à Paris pour rétablir les relations diplomatiques entre Naples et la France et de proposer à celle-ci une médiation dans la guerre contre les royaumes européens, Ruffo resta à Londres malgré les courriers de la reine Marie-Caroline et d'Acton, qui craignaient que Naples ne sorte de sa neutralité. Il poursuivit plusieurs semaines ses négociations avec le ministre anglais des Affaires étrangères William Wyndham Grenville alors même que son successeur, Giambattista Tocco Cantelmo, duc de Sicignano, était arrivé sur l'île, et retrouvant son poste après le suicide de Sicignano le 31 mai 1793, signa l'alliance avec l'Angleterre en juillet.
Remplacé en septembre par Tommaso di Somma, marquis de Circello, il ne rentra à Naples sans sa famille qu'après que le paiement par son royaume de ses 42 000 ducats de dettes personnelles.  
Il fut nommé, à la fin du mois d'avril 1895, directeur des affaires étrangères, de la marine et du commerce à la place d'Acton, et, fut de 1795 à 1798 chef du tribunal d'inquisition politique, après la dissolution du précédent conseil présidé par Luigi de' Medici, arrêté pour suspicion de jacobinisme. En janvier 1798, il fut nommé secrétaire d'État « pour le département de la grâce et de la justice, de l'État et de la haute police de la ville et du royaume ».  
En décembre, il suivit la cour à Palerme où il tenta vainement avec Antonio Pignatelli, prince de Belmonte, de renverser le ministre Acton comme ministre. Il fut alors confiné sur ses terres puis, nommé à nouveau ambassadeur à Londres à la place du marquis de Circello, où il dut maintenir la loyauté napolitaine envers le Royaume-Uni sans fâcher Napoléon qui menaçait la péninsule d'une nouvelle invasion. Il n'obtint pas le soutien militaire britannique espéré, ni la restitution de Malte, ce qui atténua son anglophilie tout en le laissant fermement anti-français.  
Ruffo s'opposa à William Cavendish Bentinck, nouveau gouverneur britannique de Sicile, au sujet de la Constitution sicilienne de 1812 puis de son idée, en mars 1814, de la Sicile au Royaume-Uni. Il tenta de convaincre le prince François de s'émanciper de l'égide anglaise et voulait remettre Ferdinand IV sur le trône. 
Il assista au Congrès de Vienne à la fin de l'année 1814 mais échoua à obtenir la restitution de l'État des Présides, intégré au grand-duché de Toscane, et une compensation pour la perte de Malte.
En poste à Paris depuis le début de 1815, il soutint la politique étrangère de Luigi de' Medici et l'unification du royaume des Deux-Siciles. Après l'insurrection dans le royaume des Deux-Siciles de 1820, il refusa de reconnaître la monarchie constitutionnelle et d'aller à Madrid où il était nommé. Il fut démis le 1er septembre 1820, mais la France de Louis XVIII refusa d'accréditer son remplaçant. Après la chute du gouvernement napolitain en mars 1821, il fut réintégré ambassadeur à Paris mais exprima ses craintes que la répression des libéraux par Antonio Capece Minutolo, prince de Canosa, n'alimente une nouvelle révolte.
Fermement légitimiste, Ruffo critiqua le choix de Louis-Philippe d'une monarchie constitutionnelle qu'il jugeait  vouée à terme à laisser place à une république, mais fut confirmé à son poste auprès du nouveau régime français.
Il meurt du choléra à Paris le 16 avril 1832, et est enterré au cimetière du Père-Lachaise (31e division).